# Boutancourt
Boutancourt è un comune francese di 281 abitanti situato nel dipartimento delle Ardenne nella regione del Grand Est. Il 1º gennaio 2019 fu accorpato con i comuni di Balaives-et-Butz ed  Élan al comune di Flize.

## Società

### Evoluzione demografica
Abitanti censiti